# サイボーグ009 (曲)
- サイボーグ009 > サイボーグ009 (アニメ) > サイボーグ009 (アニメ映画) > サイボーグ009 (曲)
- サイボーグ009 > サイボーグ009 (アニメ) > サイボーグ009 怪獣戦争 > サイボーグ009 (曲)
- サイボーグ009 > サイボーグ009 (アニメ) > サイボーグ009 (テレビアニメ第1作) > サイボーグ009 (曲)

「サイボーグ009」（サイボーグゼロゼロナイン）は、東京マイスタージンガーならびにボーカル・ショップのソノシート。1968年1月15日に朝日ソノラマから発売された。型番はM-113。

## 解説
表題曲「サイボーグ009」は、1966年10月発売のソノシート（型番：M-51、ドラマ『幽霊島を攻撃せよ!』と併録）に先に収録されており、劇場用アニメ作品『サイボーグ009 怪獣戦争』（1967年公開）の主題歌として使用されていた。
1968年のテレビ化にあたり、「サイボーグ009」はそのままオープニング主題歌として使用されることになり、テレビ版のエンディングテーマとして新たに作られた「戦いおわって」とのカップリングで再発売された。それが本盤である。
また、1968年3月には、テイチクレコードからも、「サイボーグ009」と「戦いおわって」をカップリングしたシングル・レコード（型番はKT-16）が発売された。
1977年12月には、日本コロムビアからも、「サイボーグ009」と「戦いおわって」をカップリングしたシングル・レコード（型番はSCS-394）が発売されている。こちらに収録の「戦いおわって」は再録音版である。
オープニングテーマの冒頭には、001から009までのゼロゼロナンバーサイボーグによる「1、2、3...009!」という掛け声が入っているが、レコード（ソノシート）用フルサイズは劇場版の流用だったため、テレビサイズと声優が異なっている。2004年6月23日に日本コロムビアから発売されたコンピレーションCD「サイボーグ009 SUPER BEST 〜サイボーグ009 生誕40周年記念盤〜」（型番はCOCX-32783）および、テレビ旧シリーズのBGM集に特化した構成でSolid Recordsより2009年2月18日に発売されたCD、アニメ・ミュージックカプセル「サイボーグ009」（型番はCDSOL-1274）には、フルサイズとテレビサイズの両バージョンが収録されている。

## 収録曲
1. サイボーグ009
歌：東京マイスタージンガー
作詞：漆原昌久、作曲・編曲：小杉太一郎
  - テレビアニメ『サイボーグ009』オープニングテーマ
2. 戦いおわって
歌：ボーカル・ショップ
作詞：石森章太郎、作曲・編曲：小杉太一郎
  - テレビアニメ『サイボーグ009』エンディングテーマ

## カバー
よいこのTVヒット・ソング（CBS・ソニー、15AH-448、1977年）
喜利多保による「サイボーグ009」のカバーが収録。編曲：矢野立美。
アニメドレー 臨時増刊号（キティ、7DS-0055、1983年）
ジ・アニメルズによるメドレー曲「あぁ懐しのヒーロー物語」の1曲としてカバー。編曲：五代孝。
「百歌声爛 -男性声優編Ⅲ-」
大川透による「サイボーグ009」のカバーが収録。